# Won’t Look Back
A Won't Look Back című dal Duke Dumont 2014 augusztus 31-én megjelent dala, mely az EP1 című középlemezen található. A dalt Naomi Miller és Yolanda Quartey írta,melyben ő is vokálozik. A dal a megjelenés napján került fel az iTunes-ra.

## Videóklip
A dalból készült videóklipben három rabló pénzt lopott különböző helyekről, majd egy rendőrtiszt elkapta őket, és törött autón menekülnek, miközben a rendőr egy segway-en üldözi őket, majd az egyik rablót letartóztatja. A videó úgy ér véget hogy az utolsó rabló leugrik egy parkolóház épület tetejéről, majd egy helikopter hangja hallható.

## Slágerlista
| Slágerlista (2014)                        | Legjobb helyezés |
| ----------------------------------------- | ---------------- |
| Ausztrália (ARIA)                         | 37               |
| Belgium (Ultratip Flanders)               | 4                |
| Belgium (Ultratip Wallonia)               | 8                |
| Franciaország (Single Top 100)            | 180              |
| Németország (Media Control Charts)        | 41               |
| Magyarország (Dance Top 40)               | 19               |
| Magyarország (Rádiós Top 40)              | 2                |
| Lengyelország (Dance Top 50)              | 10               |
| Skócia (Scottish Singles Top 40)          | 3                |
| Svájc (Schweizer Hitparade)               | 60               |
| Egyesült Királyság (UK Singles Chart)     | 2                |
| Egyesült Királyság (UK Dance Chart)       | 2                |
| US Hot Dance/Electronic Songs (Billboard) | 19               |
| US Hot Dance Club Songs (Billboard)       | 1                |